# Linaria huteri
Linaria huteri är en grobladsväxtart som beskrevs av Johan Martin Christian Lange. Linaria huteri ingår i släktet sporrar, och familjen grobladsväxter. Inga underarter finns listade i Catalogue of Life.